# Leah Harvey
Leah Harvey Ferguson (Londres, 21 de julho de 1995) é uma personalidade britânica que trabalha como intérprete das artes cênicas. É conhecida principalmente por seu papel como Salvor Hardin, uma personagem principal da série de ficção científica da Apple TV+ Foundation.

## Biografia
Leah Harvey cresceu em Upton Park, um bairro no bourugh de Newham, na região e no condado da Grande Londres (Reino Unido). Durante a infância, frequentou a Academia Brampton Manor enquanto fazia aulas de dança e teatro na The Deborah Day Theatre School com uma bolsa de estudos. Em 2016, obteve um Bacharelado em Artes na London Academy of Music and Dramatic Art (LAMDA), onde atuou em diversas peças como The Vortex, Hard Feelings, Revenger's Tragedy, Julius Caesar e Small Island. Pouco depois de se formar, trabalhou na peça The Donmar Warehouse's All-Female Shakespeare Trilogy no Teatro King’s Cross em Londres — uma adaptação moderna de três das obras mais conhecidas de Shakespeare: Henrique IV (2018), Júlio César (2017) e A Tempestade (2018), esta última ambientada em uma prisão feminina e com um elenco inteiramente feminino.
No teatro, interpretou Hortense na peça Small Island no National Theatre em 2019 — uma adaptação de Helen Edmundson do romance homônimo da escritora britânico-jamaicana Andrea Levy, e Lisa em The Wonderful World of Dissocia no Theatre Royal Stratford East em 2022.
Seu primeiro papel no cinema foi em 2008, quando tinha apenas 14 anos, no filme Dustbin Baby, e posteriormente, em 2016, teve um pequeno papel como Estelle no filme documental On the Road, do diretor Michael Winterbottom, baseado no romance homônimo de Jack Kerouac. Em 2019, interpretou vários papéis secundários em filmes e séries de televisão como Fighting with My Family, na minissérie da BBC One Os Miseráveis (no papel de Matelote) e no telefilme Search and Destroy.
Apesar disso, o papel pelo qual é mais reconhecida é o de Salvor Hardin na série Foundation da Apple TV+ de 2021, que lhe rendeu uma indicação ao BAFTA. Foi escalada para o elenco do filme da produtora norte-americana A24, intitulado Tuesday, estrelado por Julia Louis-Dreyfus. O filme marca a estreia na direção de Daina O. Pusic.
Em 2024, apareceu na adaptação televisiva do romance Um cavalheiro em Moscou de  Amor Towles, estrelada por Ewan McGregor, interpretando a personagem Marina Samarova.

## Vida pessoal
Harvey se declara não binária, embora afirme que não se importa com os pronomes usados: "Sou não-binário, mas não grito sobre isso".

## Filmografia

### Cinema
| Ano  | Título                                  | Papel    | Notas          | Ref.   |
| ---- | --------------------------------------- | -------- | -------------- | ------ |
| 2008 | Dustbin Baby                            | Gina     | Telefilme      | [ 4 ]  |
| 2016 | On the Road                             | Estelle  | Documentário   |        |
| 2019 | Fighting with My Family                 | Hannah   |                |        |
| 2019 | Search and Destroy                      | Jackie   | Telefilme      |        |
| 2021 | An Admin Worker at the End of the World | Chinelle | Curta-metragem |        |
| 2023 | Tuesday                                 | Billie   |                | [ 14 ] |
| 2024 | The Assessment                          | Holly    |                | [ 17 ] |

### Televisão
| Ano       | Título                | Papel                | Notas                                       | Ref.   |
| --------- | --------------------- | -------------------- | ------------------------------------------- | ------ |
| 2017      | Uncle                 | Enfermeira           | Episódio: "2:27"                            |        |
| 2019      | Les Misérables        | Matelote             | Minissérie; 2 episódios                     |        |
| 2021-2023 | Foundation            | Salvor Hardin        | Papel principal; 18 episódios               | [ 1 ]  |
| 2024      | A Gentleman in Moscow | Marina Samarova      | Minissérie; 8 episódios                     | [ 15 ] |
| 2024      | Sweetpea              | Marina               | Minissérie; 5 episódios                     | [ 18 ] |
| 2024      | Secret Level          | Cassidy Taimak (voz) | Episódio: "Concord: Tale of the Implacable" |        |